# ICasei
O iCasei é uma empresa brasileira de comércio eletrônico que oferece soluções em sites de casamento personalizados e listas de presentes virtuais. É pioneiro do segmento no Brasil e o maior da América Latina. Aprovado por mais de 2 milhões de casais e com mais de 3 bilhões de reais em presentes vendidos, é referência em lista de presentes convertida em dinheiro e oferece mais de 150 recursos e ferramentas exclusivas que aprimoram a experiência dos casais.

## História
O iCasei foi fundado em 2007 na cidade de São Paulo pelo casal de noivos Priscila e Luis Henrique Machado que criaram um site para o casamento deles. A ideia facilitou tanto a comunicação com os convidados que eles resolveram transformar o projeto em um negócio e dividir essa solução com outros casais. Uma ideia que inovou o mercado de casamentos.
Poucos meses depois, em Fevereiro de 2008, surgia a lista de presentes com sistema de cotas de lua de mel e loja virtual.
Pioneiro no segmento, o iCasei difundiu a lista pelo Brasil e, com o aprimoramento do sistema próprio de transações financeiras, que reverte os presentes dos convidados em dinheiro para os casais, surgia, em 2009, a primeira fintech do mercado de casamentos, iCasei Presentes. Neste mesmo ano, registrou-se um crescimento de 300% no faturamento da empresa em relação ao ano anterior, com mais de 6 mil casais atendidos e R$ 6 milhões processados por intermédio do iCasei Presentes. O iCasei foi o primeiro a oferecer o serviço de RSVP e, desde 2009, os convidados podem confirmar a presença dentro do site do casal ou por telefone.
Em 2014 surgiu a Revista iCasei, um portal digital com conteúdos sobre o tema casamento, histórias de clientes reais e informações sobre os produtos iCasei para trazer ainda mais informação e inspiração para os casais. Nesse mesmo ano também nasceu o aplicativo exclusivo para os noivos e convidados, disponível para sistemas Android, Windows Phone e iOS, além da adoção do slogan "apaixonados por casamento".
Após diversas atualizações na plataforma, em 2015, foi ao ar, via streaming, o reality show Maratona do Altar, produzido pela equipe do iCasei.  A versão 4.0 do portal, já exibindo o novo logo da empresa, rende destaque como um dos melhores projetos de design do ano no site Awwwards.
O ano de 2016 começou com a divulgação do programa Glass House, em parceria com a Meta (antiga Facebook), impactando 15 milhões de usuários com um alto nível de engajamento apenas durante a primeira quinzena de veiculação do primeiro vídeo desta ação de divulgação que se estenderia durante todo aquele ano. O aplicativo foi selecionado como um dos melhores do The Favorite Website Awards (FWA).
Dez anos após seu lançamento, a empresa contabilizava a criação de mais de 1 milhão de sites de casamento e movimentação financeira de mais de R$ 1 bilhão em presentes. Em comemoração, o iCasei presenteou duas participantes do programa Fábrica de Casamentos – exibido pelas emissoras SBT e Discovery Home & Health – apresentado por Chris Flores e Carlos Bertolazzi, que foram ao ar nos dias 22 e 29 de abril de 2017.
Em 2018, a plataforma lançou o Telão Interativo, um recurso exclusivo do iCasei, que permite aos convidados publicarem fotos e mensagens durante a festa de casamento enquanto elas são transmitidas ao vivo no evento.  Também foi neste ano que a ferramenta Gravata iCasei surgiu como uma alternativa mais moderna e elegante da tradicional brincadeira de cortar a gravata do noivo. Em uma versão totalmente digital, os convidados podem contribuir com as doações em dinheiro através de um QR Code. A Rádio iCasei, solução lançada no mesmo ano e autorizada pelo ECAD (Escritório Central de Arrecadação e Distribuição), surgiu para permitir que os casais inserissem suas músicas preferidas nas páginas do site de casamento sem a necessidade de fazer download ou adicionar links externos de outras plataformas. Outro recurso disponibilizado em 2018 foi a papelaria de casamento para download gratuito, possibilitando ao casal personalizar tags, plaquinhas, menus e convites a partir de templates diversos.
Em 2019 a plataforma alcançou a marca de 1 milhão de visitantes por mês em sua revista digital e, no mesmo ano, ela foi toda reformulada. Além disso, dentro do painel do casal, o álbum e a lista de presentes foram redesenhados e atualizados. No dia 5 de maio, uma iniciativa da empresa reuniu diversos profissionais do mercado de casamento e, com o apoio da Prefeitura de São Paulo, realizou a primeira edição do Casamento Coletivo, proporcionando uma cerimônia e recepção para cerca de 20 casais selecionados pelo iCasei. Ainda em 2019, lançou o guia de casamento com indicações de fornecedores; e os cartões impressos (recurso que permite ao convidado adicionar um cartão ao presente com uma mensagem personalizada para o casal).
As consequências da pandemia do Coronavírus – como o isolamento social e o desaquecimento do mercado de casamento – fez com que um novo produto fosse lançado em 2020: a transmissão de casamento ao vivo. Os serviços oferecidos pela plataforma também se adaptaram ao momento e o iCasei passou a oferecer atendimento aos finais de semana, suporte por videoconferência e assessoria para criação e montagem do site. Ainda no campo dos produtos, a plataforma lançou novos templates para site de casamento, animações inéditas para introdução do site dos casais e renovou a lista de modelos de save the date digital..
Em 2021, o iCasei publicou a nova versão de seu site institucional e também lançou o iCasei OFF, um clube de vantagens exclusivo para clientes que oferece descontos de grandes marcas em produtos e serviços de casamento, viagens, itens para a casa nova, decoração, eletro, beleza etc. No mesmo ano, o iCasei fechou parceria com a Meta (antiga Facebook) e lançou um recurso exclusivo para compartilhar o site de casamento nos stories do Instagram através do painel do casal.
Em 2022, o iCasei completou 15 anos, que foi um grande marco na história da empresa. No mesmo ano, a produção dos templates foi otimizada e surgiram melhorias nos processos de desenvolvimento de produto, criando combinações de layouts, introduções animadas e save the dates de forma mais dinâmica. Nasceu também o convite digital, mais um recurso exclusivo para facilitar a vida dos casais, que podem ser editados e enviados diretamente por WhatsApp, Telegram e e-mail. Também foi lançado um novo formato de álbum de fotos, o seu amigo seu fotógrafo, que permite maior interação entre os casais e os convidados. No mesmo ano, surgiu o recurso de tradução automática no site dos casais, permitindo aos convidados escolher outros idiomas para visualizar o conteúdo do site. Em 2022 também foi lançado o recurso exclusivo de compartilhamento do site por QR Code, onde a plataforma cria um código personalizado que direciona o convidado para o site do casal.
2023 foi o ano de lançamento do layout de número 200, um grande diferencial que firma o compromisso da empresa em trazer os melhores e mais variados modelos de site de casamento do mercado. Sempre pensando em melhorar ainda mais a experiência dos casais e convidados, o iCasei inovou mais uma vez e atualizou o sistema de confirmação de presença, proporcionando uma série de melhorias. Entre elas, a possibilidade de gerenciar os convidados por grupos de faixas etárias, criar RSVP para múltiplos eventos no mesmo painel e campos adicionais para solicitar informações extras aos convidados. Em 2023, também trouxe inovação no painel de controle dos casais, com um novo menu lateral, muito mais moderno e funcional, melhorando a navegação pelas diferentes seções e recursos. No mesmo ano, a Central de Ajuda foi reformulada, trazendo uma nova categorização de assuntos, além de artigos mais completos e atualizados para garantir informações seguras e precisas. Na busca constante por inovação e tecnologia, o iCasei otimizou a área de atendimento ao cliente, oferecendo o recurso de chatbot como um apoio ao atendimento direto com as assessoras. Uma iniciativa que proporciona uma experiência de atendimento ininterrupta e disponibilidade 24/7, além de respostas mais rápidas. Ainda em 2023, nasceu o projeto de parcerias com assessores e outros fornecedores do mercado de casamentos, ultrapassando a marca de 350 parceiros no primeiro ano, que têm o objetivo de levar a melhor experiência e tecnologia aos casais e tornar o processo do casamento mais leve, especial e único.
Em 2024, o iCasei celebrou seu 17º aniversário com importantes conquistas no mercado de casamentos. A empresa foi reconhecida como um dos melhores lugares para se trabalhar, obtendo o selo GPTW (Great Place to Work), um reflexo de seu ambiente de trabalho acolhedor e inovador. No mesmo ano, destacou-se pela agilidade em inovação, com o lançamento de um novo dashboard no painel de controle dos casais, trazendo mais praticidade e modernidade à gestão dos eventos. Ainda em 2024, o iCasei apresentou o plano Tailor Made Design, voltado para personalizações exclusivas na identidade visual do casamento, reforçando seu compromisso com a oferta de serviços sob medida para os casais. A plataforma também inovou com atualizações no recurso de cartões impressos, que passaram a incluir a opção de conversão em dinheiro, e com a ampliação do sistema de confirmação de presença (RSVP), que agora permite a confirmação via WhatsApp e a adição da data do evento diretamente no calendário digital dos convidados. Em setembro, o iCasei lançou o Studio iCasei, um hub criativo para produzir conteúdos exclusivos sobre seus produtos e tendências do mercado de casamentos, consolidando sua posição como referência no setor. Poucos meses depois, a empresa foi premiada na 13ª edição do Prêmio Reclame AQUI, na categoria Serviços Online - Grandes Operações, um reconhecimento à excelência em atendimento ao cliente. O projeto de parcerias também evoluiu significativamente em seu segundo ano, dobrando de 350 para 700 parceiros, ampliando o alcance e fortalecendo o suporte aos casais. Esse crescimento e as inovações implementadas garantiram ao iCasei destaque em importantes veículos de comunicação, como Forbes, O Globo, CNN e Claudia, reafirmando seu papel de liderança no mercado de casamentos.

## Atualidade
A plataforma que foi desenvolvida com o intuito de oferecer sites de casamento, hoje tem a lista de presentes mais renomada do segmento e mais de 150 recursos e ferramentas exclusivas, como, por exemplo, identidade visual completa com layouts Premium, confirmação de presença online e por telefone, assessoria na montagem do site e aplicativo para o casal e convidados.. São mais de 17 anos de história, somando mais de 2 milhões de casais e 3 bilhões de reais em presentes vendidos.
Na lista de clientes, figuram algumas personalidades conhecidas do público brasileiro, entre elas Fábio Porchat, Bárbara Evans, Sabrina Petraglia, Jorge Vercilo, Niina Secrets, Fabi Santina, Projota, Dalton Vigh, Lexa, Mc Guimê, Mari Palma, Carol Sampaio, Julia Alcantara, entre outros.